# 特德·怀特 (替身演员)
亚历克斯·巴尤斯（1926年1月25日—2022年10月14日），艺名特德·怀特（英語：Ted White），是一名美国特技演员和演员，因在《十三号星期五：终结篇》中扮演面具傑森魔以及曾为约翰·韦恩、费斯·帕克、克拉克·盖博和理查德·布恩担任替身而闻名。

## 生平与职业生涯
怀特出生于俄克拉荷马州克雷布斯市，原名亚历克斯·巴尤斯 (Alex Bayouth)，  ，在德克萨斯州斯奈德长大。 曾加入奧克拉荷馬大學橄榄球队，后转而从事替身演员以及演艺事业。 1949年，《硫黃島浴血戰》制作团队在寻找一位岛屿布局顾问时，联系到了拥有海军陆战队背景的怀特。期间怀特遇到约翰·韦恩，并于1952年开始担任他的替身。
怀特曾在几部西部片如《丹尼尔·布恩》安迪·格里菲斯秀；神探亨特；夏威夷神探 ；和《洛克福德档案》 ，角色类型通常为硬汉，如警察或雇佣暴徒。 还曾出演《极速60秒》 、 《四大汉》 、 《大联盟》 、 《外星戀》 》和《電子世界爭霸戰》。
1984年，怀特在《十三号星期五：终结篇》中扮演曲棍球面具杀人魔杰森·沃里斯，被选中的原因为导演当时需要一个大个子来扮演这个角色。 怀特虽然並不情願，但最终因为钱而接受。  怀特要求片方不要在片头或片尾标注自己的角色，部分原因是他不欣赏年轻演员在电影制作过程中受到的待遇。 后来他在十三号星期五系列电影使用过的存档录像中被标注为杰森。 怀特曾受邀在十三號星期五5和《十三号星期五6》中扮演杰森一角，但怀特拒绝了这些邀请。 后来这些角色最终分别由特技演员汤姆·莫加和C. J. 格雷厄姆扮演。
怀特于2022年10月14日在家中去世，享年96岁  

## 部分影视作品

### 作为演员出演
| 年份   | 电影名称                           | 角色             | 备注               |
| ------ | ---------------------------------- | ---------------- | ------------------ |
| 1949年 | 硫磺岛浴血战                       | 海军陆战队士兵   | 未在字幕中注明     |
| 1958年 | 完美的假期                         | 士兵             | 未在字幕中注明     |
| 1958年 | 生来鲁莽                           | 牛仔             | 未在字幕中注明     |
| 1960年 | 边乡英烈战                         | 一名田纳西人     | 未在字幕中注明     |
| 1965年 | 女贼金丝猫                         | 枪手             | 未在字幕中注明     |
| 1967年 | 特战先锋                           | 足球运动员       | 未在字幕中注明     |
| 1974年 | 冲刺大黎明                         | 骑兵             |                    |
| 1980年 | Going Ape!                         | 暴徒1号          |                    |
| 1980年 | 上帝下凡2                          | 摩托车警察       |                    |
| 1980年 | 尔虞我诈                           | 副警监           |                    |
| 1982年 |                                    | 警卫             |                    |
| 1984年 | 外星戀                             | 猎鹿人           |                    |
| 1984年 |                                    | 格罗根           |                    |
| 1984年 | 十三号星期五：終結篇               | 杰森·沃里斯      | 未在字幕中注明     |
| 1984年 | 再看我一眼                         | 带狗的保安       |                    |
| 1984年 | 瘋狂野生活                         | 乡下醉漢#2       |                    |
| 1985年 | 四大漢                             | 霍伊特           |                    |
| 1986年 | 冷面煞星                           | 埃利斯           |                    |
| 1987年 | 追女狂想曲                         | 汤米·雷          |                    |
| 1987年 | 異形附身                           | 福勒             |                    |
| 1988年 | 十三号星期五第七部                 | 傑森·沃里斯      | 在存檔錄像中有標註 |
| 1990年 | 黑白雙雄                           | 暴徒             |                    |
| 2001年 | 妙探追緝令                         | 骑兵             |                    |
| 2009年 | 十三号星期五系列30周年访谈         | 自己（接受訪談） |                    |
| 2013年 | 水晶湖回忆：十三号星期五的完全历史 | 自己（接受訪談） |                    |
| 2018年 | 穿梭地狱:凯恩·霍德尔的故事         | 自己（接受訪談） |                    |

### 作為替身演员出演
| 年份   | 电影名         | 備註                               |
| ------ | -------------- | ---------------------------------- |
| 1955年 | 造物复仇       | 吉尔的替身演員 未在字幕中註明      |
| 1962年 | 哈塔利！       | 约翰·韦恩的替身演员 未在字幕中注明 |
| 1968年 | 人猿星球       | 未在字幕中注明                     |
| 1972年 | 雙龍大火拼     | 未在字幕中注明                     |
| 1973年 | 超世纪諜殺案   |                                    |
| 1979年 | 1941           | 未在字幕中注明                     |
| 1980年 | 不屈不撓       | 未在字幕中注明                     |
| 1981年 | 紐約大逃亡     |                                    |
| 1984年 | 頑皮整不倒警察 |                                    |
| 1986年 | 霹靂五號       |                                    |
| 1989年 | 大聯盟         |                                    |
| 1989年 | 威龍殺陣       |                                    |
| 1999年 | 飆風戰警       |                                    |
| 2000年 | 極速60秒       |                                    |